# Van Gogh Museum
Il Van Gogh Museum è un museo statale (Rijksmuseum) che si trova ad Amsterdam e che possiede la più grande collezione di opere del pittore olandese Vincent van Gogh. Il museo è attivamente impegnato a contribuire alla conservazione, al restauro ed all'acquisizione delle opere dell’artista.

## L'edificio

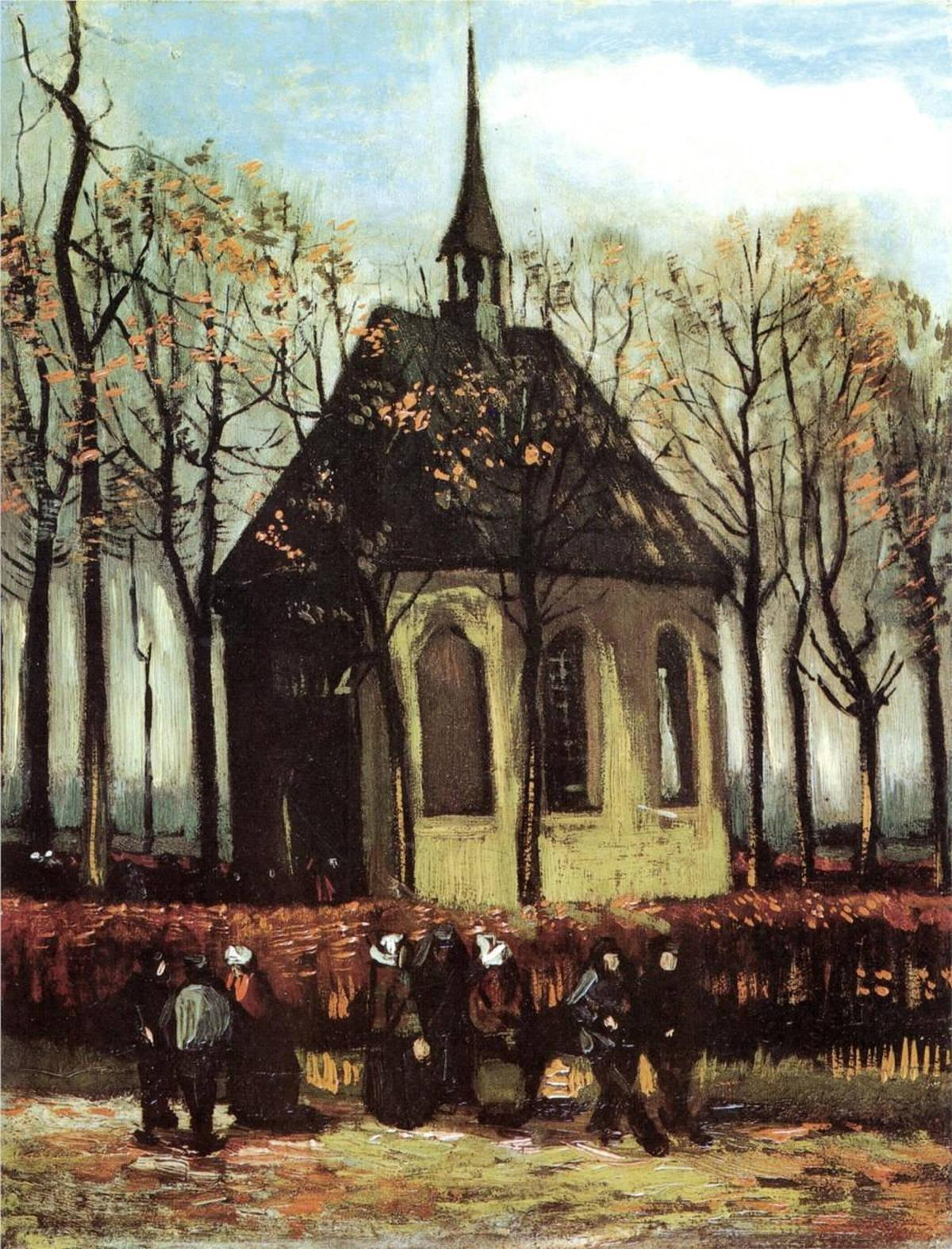
Una congregazione lascia la chiesa riformata di Nuenen, 1885.

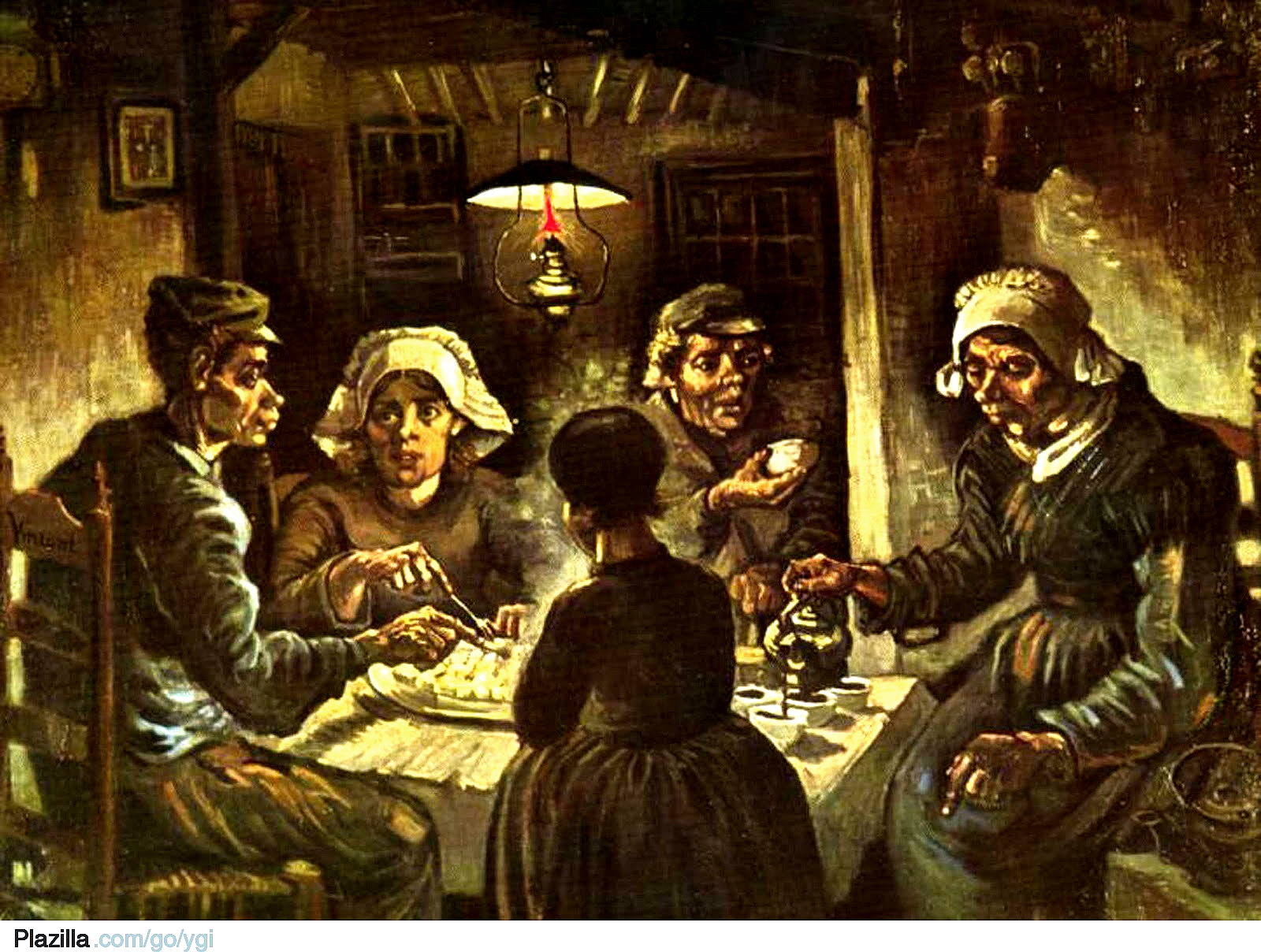
I mangiatori di patate

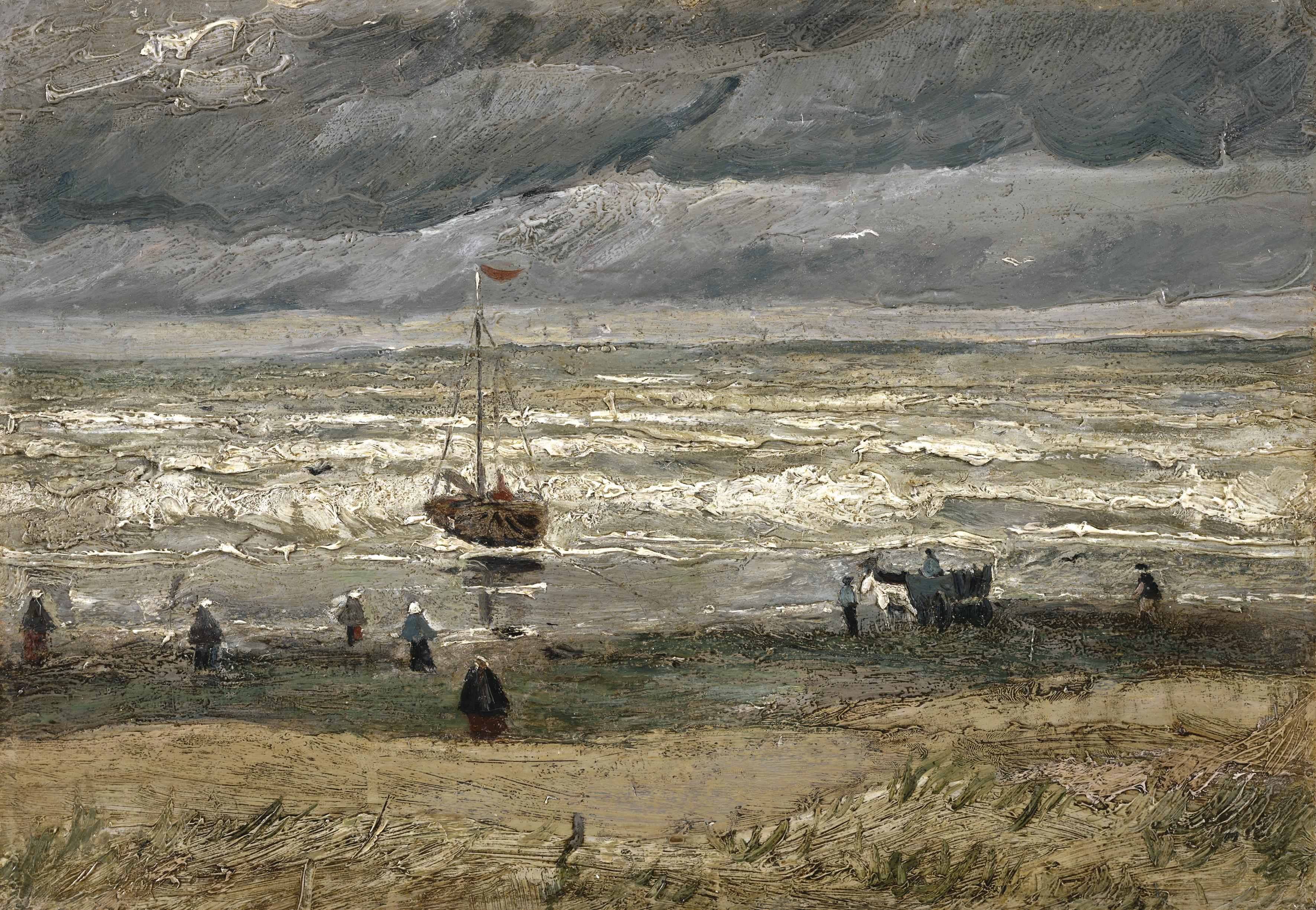
La spiaggia di Scheveningen prima di una tempesta

Il museo Van Gogh è situato nella Museumplein, tra lo Stedelijk Museum e il Rijksmuseum ed è costituito da due edifici interconnessi: l'edificio principale e l'ala nuova. 
L'edificio principale fu progettato nel 1963-1964 da Gerrit Rietveld. Dopo la morte di Rietveld nel 1964 il suo progetto venne modificato dai suoi collaboratori, in particolare nella facciata. La costruzione iniziò nel 1969 e l'inaugurazione avvenne il 2 giugno 1973. Nel corso degli anni sono state apportate numerose modifiche.
La nuova ala è stata progettata da Kishō Kurokawa ed è dedicata alle mostre temporanee. Si tratta di un edificio ellittico rivestito di pietra naturale e titanio, realizzato in cemento, per metà interrato nella Museumplein. La nuova ala funge da ingresso principale dal 2015 ed è collegata all'edificio principale tramite un passaggio sotterraneo. 

## Il furto del 2002
Il 7 dicembre 2002 due celebri dipinti dell'artista vennero rubati dal museo. Il furto avvenne poco prima delle 8 del mattino. Il ladro (o i ladri) si è calato dal tetto e ha asportato le tele intitolate Una congregazione lascia la chiesa riformata di Nuenen del 1885 e La spiaggia di Scheveningen prima di una tempesta del 1882. 
Le due tele sono state ritrovate 14 anni dopo, il 25 settembre 2016, in seguito ad una perquisizione dalla Guardia di Finanza nel corso di un'operazione contro un gruppo di narcotrafficanti in affari con il clan camorristico degli scissionisti attivi nelle zone di Secondigliano e Scampia. I dipinti erano custoditi nella cassaforte di uno degli arrestati e sono considerati di valore inestimabile.

## La collezione
La collezione comprende opere che documentano le varie fasi della vita di van Gogh, dall'infanzia, dai vari stati emotivi, fino alla morte. Tra le opere possedute vi sono I mangiatori di patate, La camera di Vincent ad Arles e una delle varie realizzazioni de I Girasoli.

## Le opere maggiori

### Le opere più famose custodite nel museo
- I mangiatori di patate (1885)
- Natura morta con Bibbia (1885)
- Giapponeseria: Oiran (1887)
- La camera di Vincent ad Arles (1888)
- La casa gialla (1888)
- La sedia di Gauguin (1888)
- Ramo di mandorlo in fiore in un bicchiere (1890)
- Ramo di mandorlo fiorito (1890)
- Campo di grano con volo di corvi (1890)